# Monthureux-sur-Saône (tổng)
Tổng Monthureux-sur-Saône là một tổng của Pháp, tọa lạc tại tỉnh Vosges trong vùng Lorraine của Pháp.

## Phân chia hành chính
Tổng Monthureux-sur-Saône được chia thành 11 xã:
- Ameuvelle
- Bleurville
- Claudon
- Fignévelle
- Gignéville
- Godoncourt
- Martinvelle
- Monthureux-sur-Saône
- Nonville
- Regnévelle
- Viviers-le-Gras

## Hành chính
| Ngày bầu                                  | Tên                | Đảngi  | Chức vụ                                                   | Tư cách                                       |
| ----------------------------------------- | ------------------ | ------ | --------------------------------------------------------- | --------------------------------------------- |
| 28 tháng 3 năm 2004                       | Alain Roussel      | SE     | Phó chủ tịch đại biểu phát triển địa phương và môi trường | Thị trưởng Claudon                            |
|                                           | Raymond Recouvreur | DVD    |                                                           | Thị trưởng Bleurville                         |
|                                           | Henri Didier       | UDF-PR |                                                           | Thị trưởng Monthureux-sur-Saône               |
|                                           | Jean Cayotte       | DVD    |                                                           | Thị trưởng Monthureux-sur-Saône               |
| 1949 đến 1955                             | André Garnier      | RPF    |                                                           | Thị trưởng Viviers-le-Gras, député des Vosges |
| Dữ liệu trước đây không còn được biết rõ. |                    |        |                                                           |                                               |